# Исанский язык

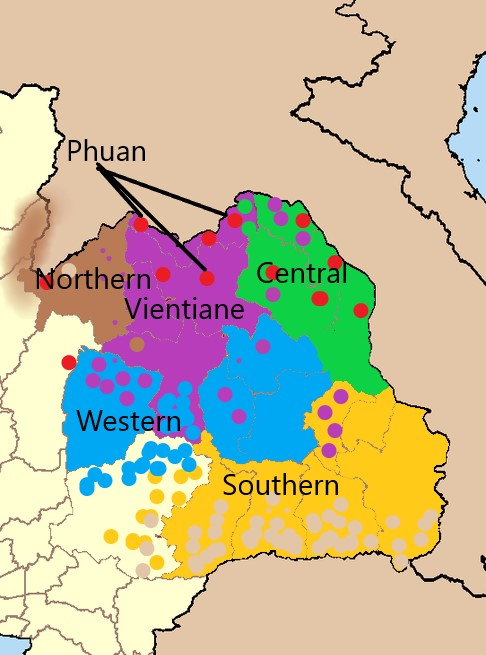
Географическое распространение лаосских диалектов на северо-востоке Таиланда.

Исанский язык — язык, распространённый в Таиланде в регионе Исан. Принадлежит к числу тай-кадайских языков. Число говорящих около 20 млн. Язык близок лаосскому, но испытал сильное влияние литературного тайского языка. В качестве письменности используется тайское письмо.

## Письменность

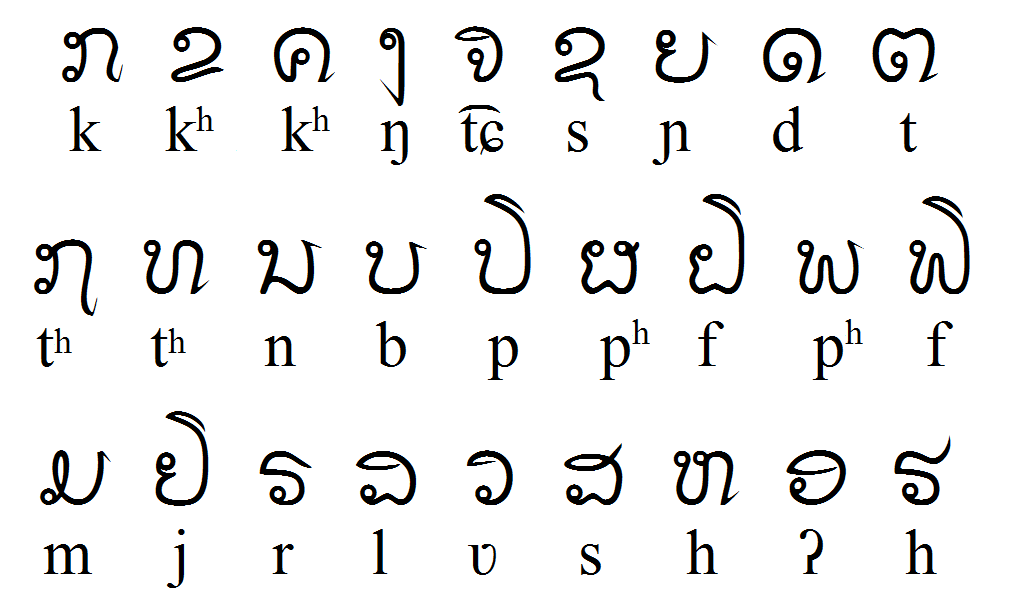
Согласные в старом алфавите Тай Ной. Формы букв сохранились с небольшими изменениями в современном лаосском алфавите.

Исанский язык примерно между 1500 и 1930-ми годами использовал письменность Тай Ной. Письмо Тай Ной развилось из старого кхмерского письма и находился под влиянием монской письменности. В Лаосе далее развилось в современную лаосскую письменность (туа-лао). Королевские, религиозные и священные тексты были написаны письмом Тай Тхам, который был основан на Монской письменности (в Лаосе — туа-тхам). 
С 1930-х годов используется в качестве официальной письменности тайский шрифт. 